# Hawaï (phytorégion)
Localisation
Hawaï fait partie de l’écozone Océanien et comprend quatre principales écorégions terrestres réparties sur trois biomes différents. Les quatre écorégions sont : les forêts humides tropicales d’Hawaï, les forêts sèches tropicales d’Hawaï et les brousses tropicales élevées d’Hawaï et les brousses tropicales basses d’Hawaï. Les deux premières appartiennent respectivement aux deux biomes suivants : les forêts de feuillus humides tropicales et subtropicales et les forêts de feuillus sèches tropicales et subtropicales. Les deux dernières écorégions appartiennent toutes les deux au biome des prairies, savanes et brousses tropicales et subtropicales. 
Cet article concerne la flore présente sur l’archipel d’Hawaï, et plus particulièrement les espèces qui y sont endémiques.

## Introduction
L’archipel d’Hawaï se situe au centre de l’océan pacifique nord. Avec une superficie de 16 946 km2 (sans compter les 11 672 km2 d’eau), Hawaï est composé de huit îles au total dont quatre principales : Hawaii, Maui, Oahu, Kauai et quatre plus petites : Kahoolawe, Lanai, Molokai, Niihau. L’île d’Hawaii à elle seule comprend les deux-tiers de la superficie terrestre totale. Malgré cela, c’est l’île d’Oahu, vaste de seulement 1 680 km2, qui est la plus peuplée.

## Géographie
Hawaï est composée d’îles volcaniques alignées de la plus ancienne à la plus récente, respectivement Nihau et Hawaii. Les îles ont été créées à partir d’un point chaud situé dans la croûte océanique. L’ordre dans lequel les îles sont apparues et dû aux mouvements des plaques tectoniques. L’île d’Hawaii, dernière en date, est la seule qui contienne encore des volcans actifs. Elle abrite aussi le plus haut sommet, le Mauna Kea, qui se dresse à 4 210 mètres.

## Climat
Avec seulement deux saisons, le climat tropical et subtropical est le même pour toutes les îles. On observe toutefois de forts changements au niveau des précipitations qui peuvent varier de très humide (> 1 000 cm/an) à très sec (< 25 cm/an) et cela à moins de 40 kilomètres de distance. Cela est notamment dû aux changements abrupts d’altitude amenés par les montagnes présentes sur la plupart des îles. Le vent constitue un autre facteur climatique important. Avec l’alizé du Nord-Est qui souffle de mars à novembre, puis vient ensuite le vent du Sud pendant la saison froide.

## Flore
Les écorégions présentes sur le territoire d’Hawaï se sont développées relativement isolées du reste du monde durant les dernières 28 millions d’années, ce qui a conduit à un taux d’endémisme élevé aussi bien au niveau de la faune que de la flore.

### Forêts humides tropicales et subtropicales
Ces forêts comprennent des zones de forêts mésiques mixtes (entre 750 et 1 250 mètres), de forêts humides (1 250 à 1 750 mètres), des prairies arbustives humides et des tourbières dans les endroits marécageux. On retrouve ce type de région sur toutes les îles excepté Nihau et Kahoolawe. 
Plantes endémiques à cette écorégion
- Hibiscus arnottianus subsp. immaculatus, Malvaceae
- Bobea elatior, Rubiaceae
- Broussaisia arguta, Hydrangeaceae
- Clermontia arborescens, Campanulaceae
- Clermontia clermontioides, Campanulaceae
- Clermontia hawaiiensis, Campanulaceae
- Clermontia kakeana, Campanulaceae
- Clermontia montis-loa, Campanulaceae
- Clermontia parviflora, Campanulaceae
- Cyanea angustifolia, Campanulaceae
- Sadleria cyatheoides, Blechnaceae
- Neraudia angulata, Urticaceae
- Touchardia latifolia, Urticaceae

### Forêts sèches tropicales et subtropicales
Ces forêts sont typiques des régions à l’abri du vent côtier sur l’île principale et, une fois couvertes, les régions au sommet des plus petites îles. La plupart de ces forêts sont saisonnières ou sclérophylles, mais une transition vers des forêts mésiques est possible lorsque les conditions sont favorables. La saison sèche prononcée pour ce type de forêts dure d’avril à octobre avec des précipitations variant entre 25 et 125 centimètres par an. On trouve ce type de région sur toutes les îles de l’archipel.
- Acacia koaia, Fabaceae
- Mezoneuron kavaiense, Fabaceae
- Gardenia brighamii, Rubiaceae
- Hibiscus clayi, Malvaceae
- Hibiscus brackenridgei subsp. brackenridgei, Malvaceae
- Hibiscus brackenridgei subsp. mokuleianus, Malvaceae
- Abutilon eremitopetalum, Malvaceae
- Abutilon menziesii, Malvaceae
- Nototrichium humile, Amaranthaceae
- Wilkesia gymnoxiphium, Asteraceae
- Colubrina oppositifolia, Rhamnaceae
- Haplostachys haplostachya, Lamiaceae
- Kokia drynarioides, Malvaceae
- Nothocestrum latifolium, Solanaceae
- Bidens asymmetrica, Asteraceae
- Polyscias racemosa, Araliaceae

### Brousses tropicales élevées d’Hawaï
Cette région contient de vastes brousses, des prairies alpines et des déserts. On trouve les brousses sur le haut des versants de grands volcans comme le Mauna kea, Mauna loa, Hualalai ou le Haleakala. Les déserts se situent en général sur les sommets où les conditions froides et sèches y sont favorables. On trouve cette écorégion uniquement sur les îles de Maui et Hawaii.
- Argyroxiphium sandwicense subsp. sandwicense, Asteraceae
- Argyroxiphium sandwicense subsp. Macrocephalum, Asteraceae
- Euphorbia deppeana, Euphorbiaceae
- Portulaca sclerocarpa, Portulacaceae
- Chenopodium oahuense, Amaranthaceae
- Vaccinium reticulatum, Ericaceae
- Dubautia menziesii, Asteraceae
- Santalum haleakalae var. haleakalae, Santalaceae
- Deschampsia nubigena, Poaceae
- Eragrostis atropioides, Poaceae
- Panicum tenuifolium, Poaceae
- Trisetum glomeratum, Poaceae

### Brousses tropicales basses d’Hawaï
Cette écorégion présente sur toutes les îles se situe sur les régions côtières et monte jusqu’en plaines. On peut y trouver des atolls et de petits vestiges de basalte. On n’y trouve presque pas d’arbres, mais ce sont tout de même des régions très riches avec un taux d’endémisme très élevé qui peut dépasser les 90 %.
- Sesbania tomentosa, Fabaceae
- Scaevola coriacea, Goodeniaceae
- Brighamia insignis, Campanulaceae
- Brighamia rockii, Campanulaceae
- Euphorbia celastroides var. kaenana, Euphorbiaceae
- Euphorbia celastroides var. laehiensis, Euphorbiaceae
- Achyranthes splendens var. rotundata, Amaranthaceae
- Nototrichium divaricatum, Amaranthaceae
- Polyscias racemosa, Araliaceae
- Pritchardia remota, Arecaceae
- Portulaca molokiniensis, Portulacaceae
- Portulaca villosa, Portulacaceae
- Schiedea adamantis, Caryophyllaceae
- Marsilea villosa, Marsileaceae
- Lipochaeta succulenta, Asteraceae
- Melanthera integrifolia, Asteraceae
- Schiedea globosa, Caryophyllaceae

## Conservation
Il existe aujourd’hui environ 1 400 taxons de plantes vasculaires sur les îles d’Hawaï, dont près de 90 % qui sont endémiques. Certains parlent de Hawaï comme la « capitale du monde pour espèces menacées ». En effet, on compte à ce jour 365 taxons de plantes qui sont listées comme en danger ou menacées dont 7 qui sont déjà vraisemblablement éteints. À cela on peut rajouter 248 taxons qui sont non-officiellement suivis comme « espèces à risque » et pourraient mériter leur place dans la liste d’espèces en danger ou menacées.